# 圧迫骨折
圧迫骨折（あっぱくこっせつ）とは、外傷や椎骨の弱まりによる椎骨の崩壊のこと。椎骨の弱まりは骨粗鬆症や骨形成不全の患者、原発もしくは転移性骨腫瘍、感染による。X線撮影では、くさび形に変形して見える。
健康な人の場合は、射出座席のような垂直的な圧力がかかった場合に起こる。高齢者に起こる圧迫骨折の殆どが骨粗鬆症に起因しており、胸椎と腰椎の移行部の椎体に生じやすく、くしゃみや腰をひねっただけ、尻もちなどの軽微な外力によって生じる。

## 治療

### 保存的療法
- 骨粗鬆症に対してカルシトニン製剤[5]
- 装具療法・鎮痛薬・リハビリテーションで、疼痛コントロールをおこなう[6]。
- NSAIDsは、骨の痛みに著効するためよく用いられる[7]。

2024年にJAMAに掲載されたシステマティックレビューで、テリパラチドとNSAIDsが急性骨粗鬆性圧迫骨折に対して有効であるとしている。カルシトニンも効果的だが、安全性や副作用のため使用が制限されるとしている。

### 外科的療法

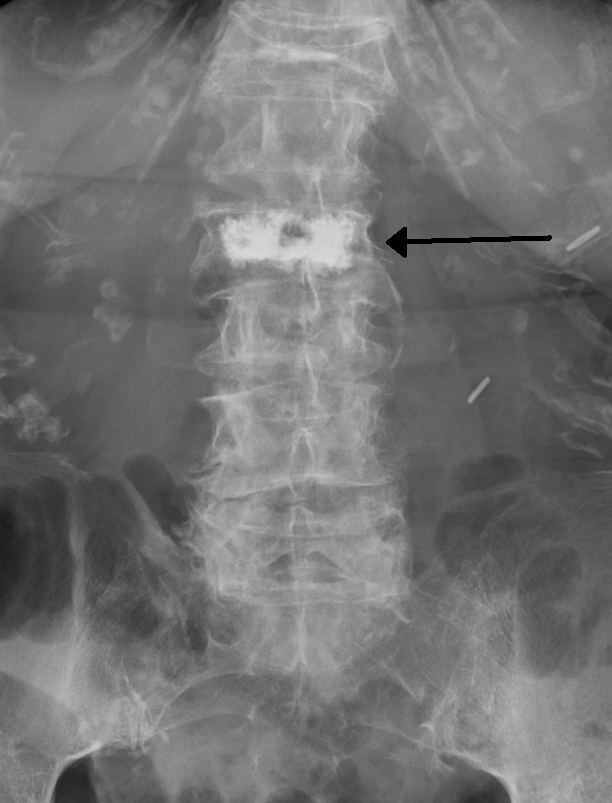
経皮的椎体形成術の治療を受けた患者のレントゲン写真

- 経皮的椎体形成術 - 痛みの低減に効果のある低侵襲の外科治療。変形した椎骨に、アクリル樹脂(PMMA)[9]を用いた骨セメントを注入する治療法で、除痛効果が特に高い[10]。